# ウラド前旗
ウラド前旗（ウラドぜんき、モンゴル語：ᠤᠷᠠᠳ ᠤᠨ
ᠡᠮᠦᠨᠡᠳᠦ
ᠬᠣᠰᠢᠭᠤ　転写：Urad-un Emünedü）は、中華人民共和国内モンゴル自治区バヤンノール市に位置する旗。
領域内には面積45万ヘクタールに達する内蒙古最大の淡水湖の烏梁素海がある。鉱物資源が豊富で、石炭、鉄、金、銅、硫黄、雲母や、パーライト、ベントナイト、花崗岩等を産する。農業以外には製鉄、エネルギー産業が発展している。

## 行政区画
9バルガス（鎮）、2ソム（蘇木）を管轄
- バルガス（鎮）
  - モニ・オール・バルガス（烏拉山鎮）
  - バヤンフア・バルガス（白彦花鎮）
  - 先鋒鎮
  - 新安鎮
  - 西小召鎮
  - 大佘太鎮
  - 小佘太鎮
  - ミンガン・バルガス（明安鎮）
  - ソダル・バルガス（蘇独侖鎮）
- ソム（蘇木）
  - エルデンボラグ・ソム（額爾登布拉格蘇木）
  - サーダグ・ソム（沙徳格蘇木）
- 農場・漁場
  - バヤンノール市中灘農場
  - バヤンノール市西山咀農場
  - バヤンノール市新安農場
  - バヤンノール市ソダル（蘇独侖）農場
  - バヤンノール市大佘太牧場
  - バヤンノール市ウリヤンスハイ（烏梁素海）漁場